# Giuseppe Galante
Giuseppe Galante, né le 2 septembre 1937 à Domaso et mort le 20 décembre 2021, est un rameur italien. Il participe aux Jeux olympiques d'été de 1964 et  remporte la médaille d'argent en participant à l'épreuve du quatre barré avec ses coéquipiers Renato Bosatta, Franco De Pedrina, Emilio Trivini et Giovanni Spinola.

## Palmarès

### Jeux olympiques
- Jeux olympiques de 1960 à Rome,  Italie
  -  Médaille d'argent (quatre barré).
- Jeux olympiques de 1964 à Tokyo,  Japon
  -  Médaille d'argent (quatre barré).

### Championnats d'Europe
- Championnats d'Europe d'aviron 1961 à Prague,  Tchécoslovaquie
  -  Médaille d'or (quatre barré).
- Championnats d'Europe d'aviron 1964 à Amsterdam,  Pays-Bas
  -  Médaille de bronze (quatre barré).